# Bolshoye Soldátskoye
Bolshoye Soldátskoye (ruso: Большо́е Солда́тское) es un asentamiento rural (selsovet) y pueblo (seló) de Rusia, capital del raión homónimo en la óblast de Kursk.
En 2021, el término municipal del selsovet tenía una población de 3989 habitantes, de los que unos dos mil quinientos vivían en el propio pueblo y el resto repartidos en catorce pedanías: los pueblos de Rozgrebli y Májov Kolódez, las aldeas (derevni) de Rzhava, Bochanka, Pervomáiskaya, Shcherbáchevka, Rastvorovo, Krasni Klin y Nízhniaya Parovaya, los posiolki de Novosótnitski, Kukúi, Yamskaya Step y Necháyev y el jútor de Berdin. El territorio del ayuntamiento se formó en 2010 mediante la unión en un solo autogobierno local (descentralización) de los hasta entonces ayuntamientos separados de Bolshoye Soldátskoye, Rozgrebli y Rzhava. Sin embargo, a efectos de organización administrativa de los órganos federales y de la óblast (desconcentración administrativa) siguen considerándose tres selsovety separados.
Se ubica a medio camino entre Kursk y Sumy sobre la carretera R200. Por el pueblo fluye el río Sudzha.

## Historia
Su topónimo viene a significar "pueblo grande de soldados" y se refiere a que fue uno de los pueblos fundados en el siglo XVII para defender la frontera meridional del Zarato ruso, dentro de la estructura de la zaséchnaya chertá. En el siglo XIX era uno de los principales pueblos del uyezd de Sudzha de la gobernación de Kursk. La Unión Soviética le dio el estatus de capital distrital en 1928, cuando se definieron los raiones de la óblast de Chernozem Central. En 1963 pasó a formar parte del raión de Sudzha, hasta que el raión de Bolshoye Soldátskoye fue restaurado en 1977.